# 朽ちないサクラ
『朽ちないサクラ』（くちないサクラ）は、柚月裕子による警察小説。
徳間書店の雑誌『読楽』において、2012年6月号から2013年4月号までの偶数月号と、2013年7月号から2014年3月号までの奇数月号に掲載された。徳間書店から2015年2月10日に単行本、2018年3月7日に徳間文庫版が発売された。第5回徳間文庫大賞受賞。
警察で働いているが警察官ではない事務職員の女性が、親友の不審死の真相に迫る姿を描く。
2024年に実写映画化された。

## あらすじ
女子大生がストーカーの男に殺害される。米崎県警平井中央署生活安全課は、女性の両親が提出したストーカー行為の被害届を、すぐに受理せず1週間先延ばししていた。地元紙の米崎新聞は、平井中央署が被害届の受理を後回しにして、慰安旅行に出かけていたことをスクープする。県警内では誰が慰安旅行の日程を米崎新聞社に漏らしたのか犯人捜しをしていた。
そんな中、県警本部で県民の苦情受付やマスコミ対応を担当する広報広聴課の職員・森口泉は、親友で米崎新聞社の県警担当記者でもある津村千佳から、「話したいことがあるから会えないか？」とのメールを受け取る。泉は迷ったが、千佳に会うことを決める。実は泉は、千佳に慰安旅行の情報をうっかり漏らしてしまい、口止めしていたのだ。
イタリア料理店の個室で泉と対面した千佳は、スクープ記事のネタ元は自分ではないと頑なに否定する。だが、泉はそれを信じることができない。「この件には、何か裏があるような気がする」そう告げて千佳は泉と別れた。その1週間後、千佳は遺体となって発見される。はたして千佳の訴えは本当だったのか。そして、彼女はなぜ亡くなったのか。泉は警察学校の同期で、渦中の平井中央署生活安全課員の磯川俊一とともに、千佳の死に関する調査を独自に開始する。

## 登場人物

### 米崎県警本部
森口泉（もりぐち いずみ）
米崎県警広報広聴課 県民安全相談係の職員。28歳（来月で29歳）。
母子家庭で育ち、大学卒業後の3年間は東京の服飾メーカーで働いていた。
母の病気を機に地元に戻り、一般職採用で県警に入庁する。
顔立ちは少女のようだが、年上の富樫や梶山に対して物怖じしない芯の強さを持つ。
富樫隆幸（とがし たかゆき）
米崎県警広報広聴課長。50代半ば。
元 警備第一課の公安刑事。「公安のタカ」と呼ばれていた。
新井美佐子（あらい みさこ）
米崎県警広報広聴課 県民安全相談係の職員。泉の先輩。今年35歳。
梶山浩介（かじやま こうすけ）
米崎県警捜査一課長。
富樫の警察学校の同期。富樫からは「梶」と呼ばれている。
岸田功（きしだ いさお）
米崎県警捜査一課管理官。
臼澤（うすざわ）
米崎県警公安課長。警視。

### 米崎県警平井中央署
磯川俊一（いそかわ しゅんいち）
平井中央署生活安全課の巡査。
大学卒業後に県警に入庁し、警察学校で泉と同期になる。
それから泉に片思いしているが、3歳年上の泉からは弟のような存在に思われている。
杉林正一郎（すぎばやし しょういちろう）
平井中央署生活安全課長。56歳。
松田敏（まつだ さとし）
平井中央署生活安全課主任。
辺見学（へんみ まなぶ）
平井中央署生活安全課の巡査長。今年35歳。
高田彰子（たかだ あきこ）
平井中央署生活安全課の嘱託事務職員。磯川の母くらいの年齢。

### 米崎新聞社
津村千佳（つむら ちか）
米崎新聞社の県警担当記者。泉の高校時代からの親友。29歳。
泉とは一時疎遠になっていたが、県警で再会し二人で会うようになる。
平井市の上野川の下流で、遺体で発見される。
兵藤洋（ひょうどう ひろし）
米崎新聞社の報道部デスク。40歳くらい。

### その他
安西秀人（あんざい ひでと）
自称フリーター。34歳。
女子大生の長岡愛梨にストーカー行為を繰り返した末に殺害し、逮捕される。
津村雅子（つむら まさこ）
千佳の母。千佳が幼いころに、夫と離婚している。
浅羽弘毅（あさば こうき）
新興宗教団体「ソノフ」の信者。38歳。

## 書誌情報
- 柚月裕子『朽ちないサクラ』
  - 単行本：2015年2月10日発売、徳間書店、ISBN 978-4-19-863905-1
  - 文庫本：2018年3月7日発売、徳間文庫、ISBN 978-4-19-894323-3

## オーディオブック

### audiobook.jp版
2023年3月31日より、audiobook.jpで配信された。ナレーターは長谷川りく、岩崎了、浅科准平、桜木信也、水島愛美、仲村かおり。

### Audible版
2024年6月21日より、Audibleで配信された。制作はMediaDo、ナレーターは音代雪里。

## 映画
2024年6月21日に公開された。主演は杉咲花。
原作の舞台は米崎県という架空の県だが、映画版では愛知県に変更されている。

### キャスト
- 森口泉：杉咲花
- 磯川俊一：萩原利久[16][17]
- 津村千佳：森田想[18]
- 辺見学：坂東巳之助[18]
- 浅羽弘毅：遠藤雄弥[18]
- 津村雅子：藤田朋子[18]
- 坂上：尾美としのり[19]
- 高田彰子：山野海[20]
- 宮部秀人：篠原悠伸[21]
- 兵藤洋：駿河太郎[18]
- 臼澤：和田聰宏[21]
- 梶山浩介：豊原功補[16][17]
- 富樫隆幸：安田顕[注 1][22]

### スタッフ
- 原作：柚月裕子『朽ちないサクラ』（徳間文庫）[4]
- 監督：原廣利[4]
- 脚本：我人祥太、山田能龍[4]
- 音楽：森優太[23]
- エグゼクティブプロデューサー：後藤哲
- プロデューサー：遠藤里紗、宮川宗生
- 撮影：橋本篤志
- 照明：打矢祐規
- 美術：我妻弘之
- 装飾：大和昌樹
- 録音：小松崎永行
- スタイリスト：古舘謙介
- スタイリスト（杉咲花）：渡辺彩乃
- ヘアメイク：田中美希
- ヘアメイク（杉咲花）：須田理恵
- 編集：鈴木翔、原廣利
- リレコーディングミキサー：野村みき
- サウンドエディター：大保達哉
- 助監督：逢坂元
- 制作担当：緒方裕士
- 宣伝プロデューサー：小嶋恵理
- 制作プロダクション：ホリプロ[4]
- 配給：カルチュア・パブリッシャーズ[4]
- 製作幹事：カルチュア・エンタテインメント[4]
- 製作：映画「朽ちないサクラ」製作委員会（カルチュア・エンタテインメント、U-NEXT、TCエンタテインメント、徳間書店、ホリプロ、ムービック、nullus）[4]

### 関連書籍
- 我人祥太（脚本）・山田能龍（脚本）・柚月裕子（原著）『朽ちないサクラ 公式シナリオブック』、徳間書店、2024年6月14日発売[24]、ISBN 978-4-19-865842-7